# Hesychotypa maraba
Hesychotypa maraba là một loài bọ cánh cứng trong họ Cerambycidae.